# Diócesis de Chikwawa
La diócesis de Chikwawa (en latín: Dioecesis Chiquavana y en inglés: Roman Catholic Diocese of Chikwawa) es una circunscripción eclesiástica latina de la Iglesia católica en Malaui, sufragánea de la arquidiócesis de Blantire. La diócesis tiene al obispo Peter Martin Musikuwa como su ordinario desde el 16 de abril de 2003.

## Territorio y organización
La diócesis tiene 7676 km² y extiende su jurisdicción sobre los fieles católicos de rito latino residentes en los distritos de Chikwawa y Nsanje en la región del Sur.
La sede de la diócesis se encuentra en la ciudad de Chikwawa, en donde se halla la Catedral de San Miguel.
En 2019 en la diócesis existían 14 parroquias.

## Historia
La diócesis fue erigida el 22 de marzo de 1965 con la bula Ad Christi regnum del papa Pablo VI, obteniendo el territorio de la arquidiócesis de Blantire.

## Estadísticas
De acuerdo al Anuario Pontificio 2020 la diócesis tenía a fines de 2019 un total de 236 650 fieles bautizados.
| Año                                                                             | Población            | Población | Población      | Sacerdotes | Sacerdotes    | Sacerdotes    | Bautizados por sacerdote | Diáconos permanentes | Religiosos | Religiosos | Parroquias |
| Año                                                                             | Bautizados católicos | Total     | % de católicos | Total      | Clero secular | Clero regular | Bautizados por sacerdote | Diáconos permanentes | Varones    | Mujeres    | Parroquias |
| ------------------------------------------------------------------------------- | -------------------- | --------- | -------------- | ---------- | ------------- | ------------- | ------------------------ | -------------------- | ---------- | ---------- | ---------- |
| 1970                                                                            | 61 679               | 363 500   | 17.0           | 25         |               | 25            | 2467                     |                      | 25         | 36         |            |
| 1980                                                                            | 75 431               | 464 000   | 16.3           | 21         | 3             | 18            | 3591                     |                      | 21         | 35         | 12         |
| 1990                                                                            | 105 282              | 541 000   | 19.5           | 21         | 11            | 10            | 5013                     |                      | 11         | 37         | 12         |
| 1999                                                                            | 137 944              | 722 000   | 19.1           | 20         | 16            | 4             | 6897                     |                      | 4          | 32         | 10         |
| 2000                                                                            | 141 204              | 998 500   | 14.1           | 23         | 19            | 4             | 6139                     |                      | 7          | 31         | 12         |
| 2001                                                                            | 153 292              | 1 051 928 | 14.6           | 22         | 20            | 2             | 6967                     |                      | 5          | 31         | 12         |
| 2002                                                                            | 156 799              | 1 105 356 | 14.2           | 21         | 19            | 2             | 7466                     |                      | 4          | 31         | 12         |
| 2003                                                                            | 168 025              | 1 158 784 | 14.5           | 19         | 17            | 2             | 8843                     |                      | 4          | 32         | 12         |
| 2004                                                                            | 171 206              | 1 161 704 | 14.7           | 19         | 17            | 2             | 9010                     |                      | 2          | 25         | 12         |
| 2006                                                                            | 179 886              | 1 225 000 | 14.7           | 21         | 19            | 2             | 8566                     |                      | 2          | 27         | 12         |
| 2013                                                                            | 211 994              | 1 792 017 | 11.8           | 16         | 15            | 1             | 13 249                   |                      | 1          | 32         | 12         |
| 2016                                                                            | 222 392              | 1 852 917 | 12.0           | 24         | 23            | 1             | 9266                     |                      | 1          | 32         | 12         |
| 2019                                                                            | 236 650              | 1 997 000 | 11.9           | 27         | 27            |               | 8764                     |                      |            | 38         | 14         |
| Fuente: Catholic-Hierarchy, que a su vez toma los datos del Anuario Pontificio. |                      |           |                |            |               |               |                          |                      |            |            |            |

## Episcopologio
- Eugen Joseph Frans Vroemen, S.M.M. † (22 de marzo de 1965-12 de febrero de 1979 renunció)
- Felix Eugenio Mkhori † (12 de febrero de 1979-23 de enero de 2001 nombrado obispo de Lilongüe)
  - Sede vacante (2001-2003)
- Peter Martin Musikuwa, desde el 16 de abril de 2003